# Fornasari (azienda)
La Fornasari è stata una casa automobilistica italiana artigianale di lusso fondata a Vicenza nel 1999 da Giuseppe Fornasari che produceva auto sportive e SUV. L'azienda verso la fine del 2005 si è trasferita dalla ubicazione iniziale sita in località Ponte di Debba, alla sede ubicata a Montebello Vicentino. Il 9 settembre 2015 è stata dichiarata fallita dal Tribunale di Vicenza.

## Modelli prodotti

### 99

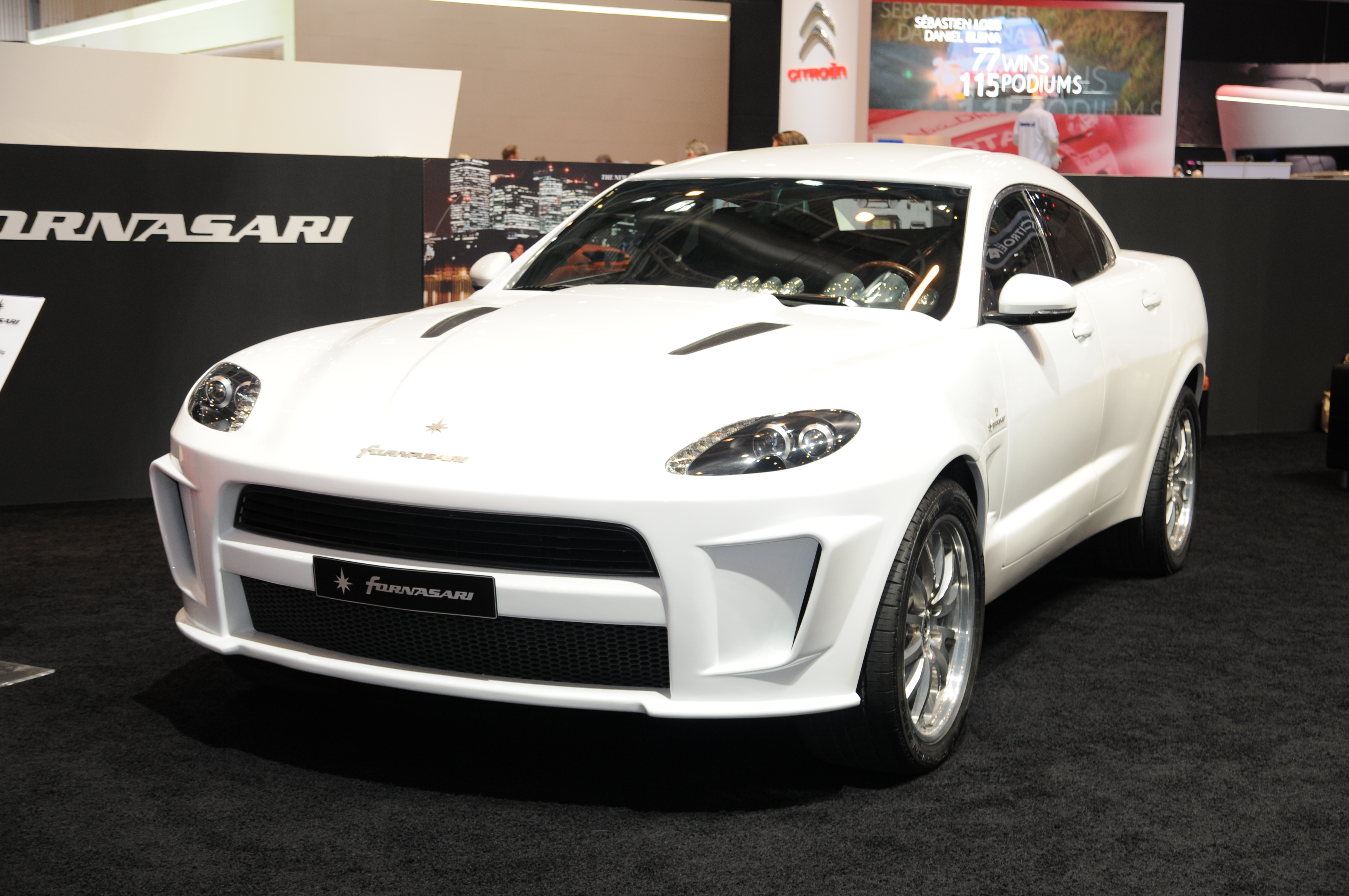
La Fornasari 99

La Fornasari 99 era una vettura che mescolava le caratteristiche di una berlina, di un fuoristrada e di una vettura sportiva. Poteva essere equipaggiata nelle ultime versioni con propulsori Chevrolet V8 con potenze comprese tra i 650 e i 835 cv. La velocità massima autolimitata era di 320 km/h, con accelerazione da 0 a 100 km/h in 3,21 secondi. Il cambio poteva essere manuale o automatico a sei rapporti. La trazione era integrale, mentre il telaio era in configurazione spaceframe realizzato in acciaio al cromo-molibdeno. Gli interni erano realizzati impiegando alluminio e inserti in pelle.

### RR600
Il modello RR600 era un SUV equipaggiato con un propulsore Chevrolet LS2 6.0 V8 da 600 cv di potenza gestito da un cambio manuale a 6 rapporti. Ciò permetteva un'accelerazione da 0 a 100 km/h in 4 secondi. La carrozzeria era costruita in fibra di carbonio e kevlar ed il telaio era realizzato in traliccio di tubi di acciaio al cromo-molibdeno.

### Racing Buggy

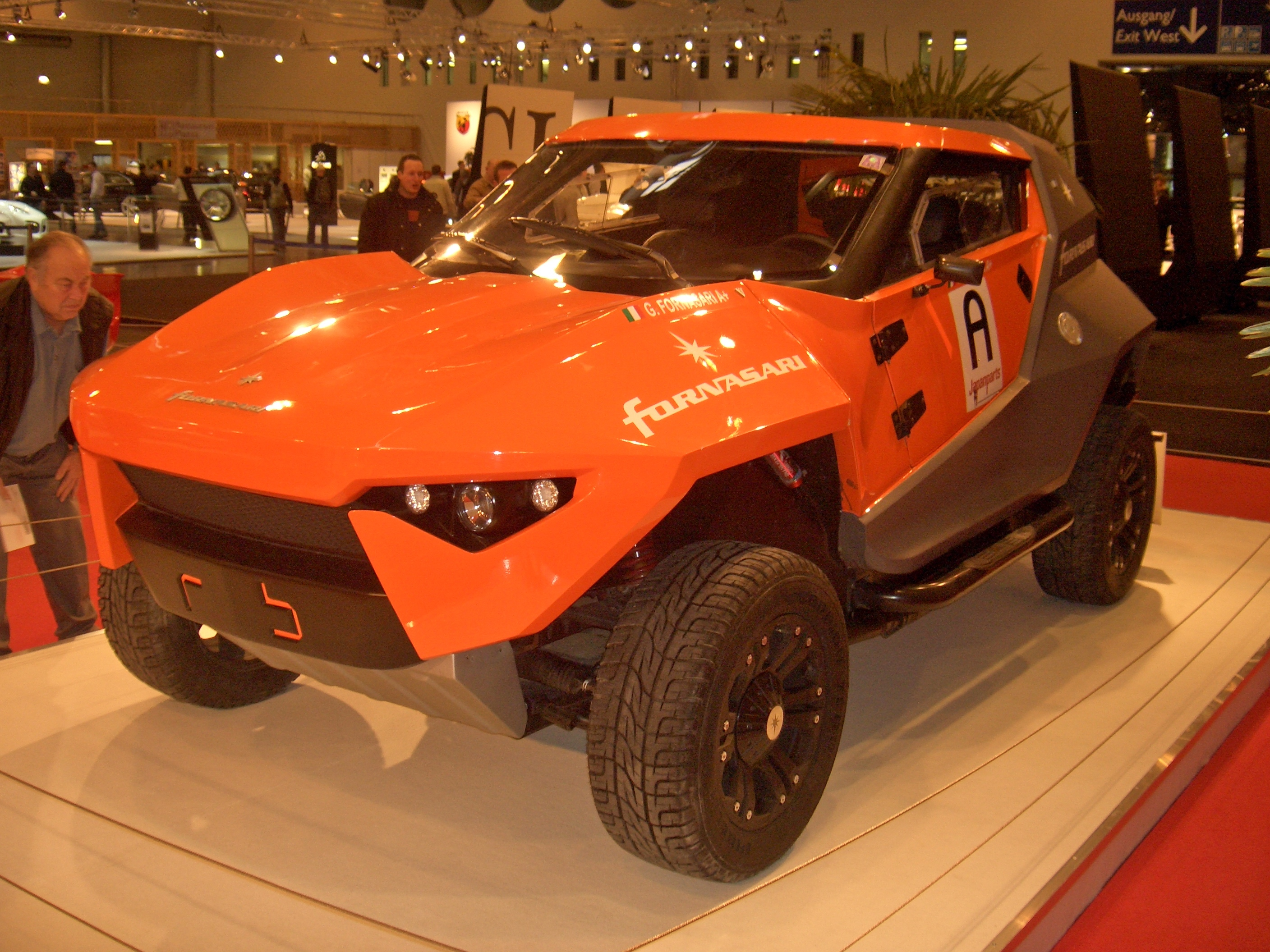
Il Fornasari Racing Buggy

Il Racing Buggy deriva dalla RR600.  Era dotato di un telaio tubolare con configurazione spaceframe realizzato in acciaio al cromo-molibdeno e di sospensioni a triangoli sovrapposti. Poteva essere equipaggiato con propulsori Chevrolet con potenze comprese tra i 250 e i 750 cv, tutti gestiti da un cambio automatico o manuale a sei rapporti. La velocità era autolimitata a 280 km/h, mentre l'accelerazione da 0 a 100 km/h avveniva in 3,8 secondi.

### Gruppo B
La Gruppo B traeva il nome dal famoso gruppo di autovetture che corsero nel campionato del mondo rally negli anni '80. Era equipaggiata con propulsori di origine Chevrolet che fornivano potenze tre i 500 e i 700 cv. Ognuno di essi veniva gestito da un cambio manuale o automatico a sei rapporti. Il telaio era di tipo tubolare realizzato in acciaio al cromo-molibdeno. La velocità era autolimitata a 280 km/h, mentre l'accelerazione da 0 a 100 km/h avveniva in 3,8 secondi.

### Tender

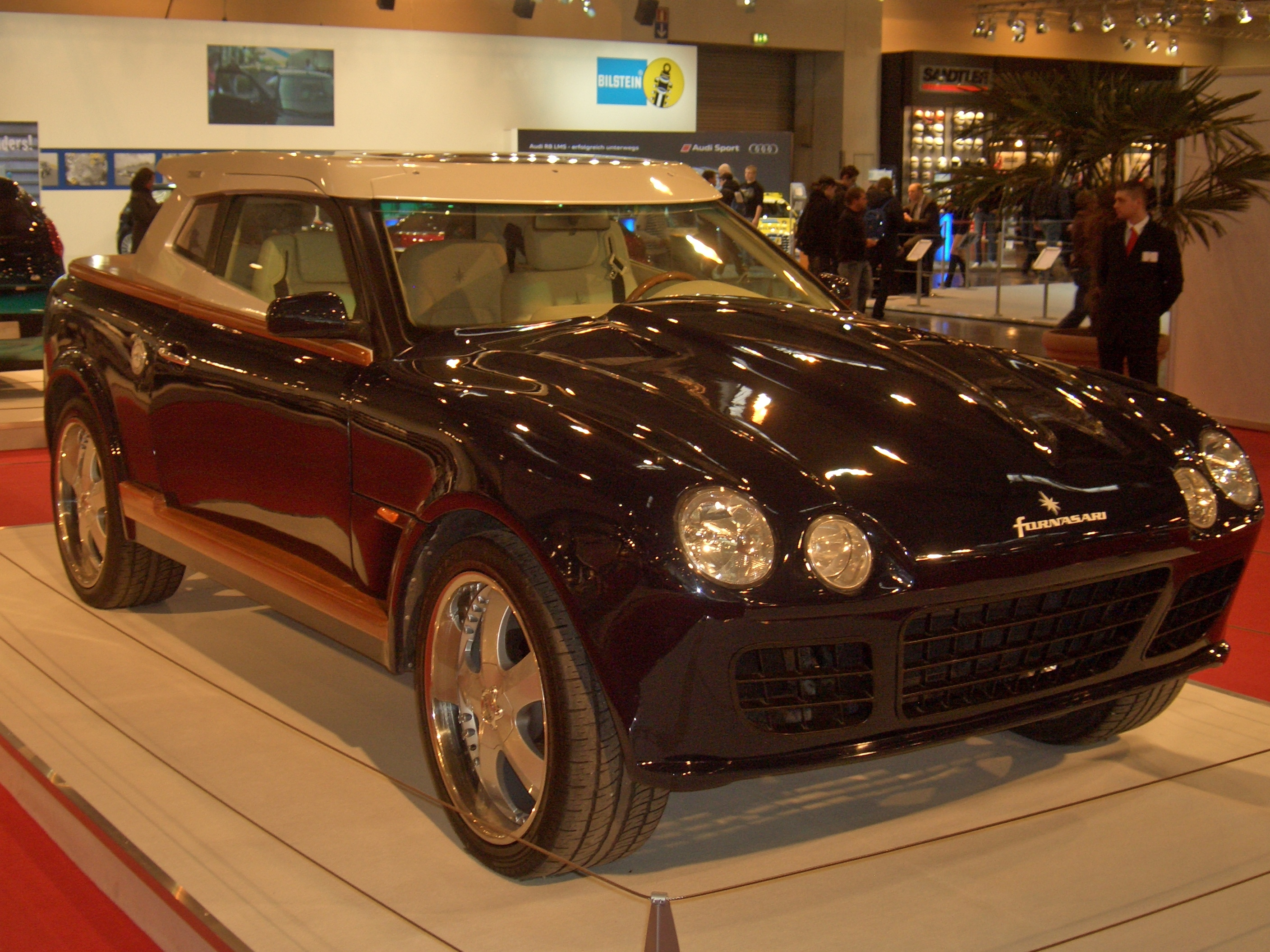
Il Fornasari Tender

Il Tender si poneva come un fuoristrada di lusso con interni realizzati in teak, pelle, alluminio, lana e materiali pregiati. Il telaio era di tipo tubolare realizzato in acciaio al cromo-molibdeno. La trazione era di tipo integrale, mentre il cambio era automatico o manuale a sei rapporti. I propulsori erano sempre di derivazione Chevrolet con potenze comprese tra i 250 e i 750 cv.  La velocità era autolimitata a 280 km/h, mentre l'accelerazione da 0 a 100 km/h avveniva in 3,8 secondi.